# Червоні сорочки (фільм)
Червоні сорочки (італ. Camicie rosse) — французько-італійський історичний драматичний фільм 1952 року, режисерів Гофредо Алесандріні та Франческо Розі. У фільмі знімались Анна Маньяні, Раф Валлоне та Ален Кюні. Назва фільму походить від назви «червоні сорочки» що мали волентери, яки брали участь у поході Джузеппе Гарібальді. Фільм зображує життя Аніти Гарібальді (1821—1849), дружини лідера об'єднання Італії Джузеппе Гарібальді.

## Сюжет
Після падіння Римської республіки (1849), Аніта Гарібальді супроводжує Джузеппе Гарібальді у його поході через Сан-Марино і північну Італію, постійно закликаючи своїх солдатів не відмовлятися від боротьби за звільнення батьківщини від австрійців.

## У ролях
- Анна Маньяні — Аніта Гарібальді
- Раф Валлоне — Джузеппе Гарібальді
- Ален Кюні — Буено
- Жак Сернас — язичник
- Карло Нінчі — Цицерюккьо
- Енцо Черузіко — Илья Фігліо ді Цицеруаккьо
- Джино Леуріні — Андреа
- Маріо Моносіліо — Джованні
- Маріса Натале — Роза
- Емма Барон — сіньора Гіччолі
- Карло Дузе — Боннерт
- Cesare Fantoni — генерал Удіно
- Родольфо Лоді — полковник Форбс
- Бруно Сміт — Густаво Міоні
- П'єтро Торді — Карло Феррарі
- П'єро Пасторе — П'єтро Фадіні
- Луїджі Еспозіто — Лосте
- Серж Реджані — Лантіні